# Vibrant bilabial sonora
La vibrant bilabial sonora és un so de la parla que es representa com /ʙ/ en l'AFI (semblant a una B majúscula) i està present en unes poques llengües, com el pirahã. Aquest fonema no existeix en català.

## Característiques
- És una consonant, ja que es produeix una interrupció total del pas de l'aire
- És un so sonor, perquè hi ha vibració de les cordes vocals
- El seu mode d'articulació és vibrant perquè els òrgans bucals bateguen repetidament un contra l'altre
- S'articula al punt bilabial, és a dir, als llavis

## Ocurrència
| Llengua      | Llengua         | Paraula     | IPA          | Significat           | Notes                                                                        |
| ------------ | --------------- | ----------- | ------------ | -------------------- | ---------------------------------------------------------------------------- |
| Kele         | Kele            | [ᵐʙulim]    | [ᵐʙulim]     | 'cara'               |                                                                              |
| Kom          | Kom             | [ʙ̥ɨmɨ]      | [ʙ̥ɨmɨ]       | 'creure'             |                                                                              |
| Komi-permiac | Komi-permiac    | [ʙuɲgag]    | [ʙuɲgag]     | 'Escarabat'          | Generalment paralingüístic. És l'única veritable paraula que s'hi ha trobat. |
| Lizu         | Lizu            | [tʙ̩˥˩]      | [tʙ̩˥˩]       | 'pèsol'              | Sil·làbic; al·lòfon d'/u/ després de /pʰ, p, b, tʰ, t, d/ inicial.           |
| Medumba      | Medumba         | [mʙʉ́]       | [mʙʉ́]        | 'gos'                |                                                                              |
| Neverver     | Neverver        | [naɣaᵐʙ̥]    | [naɣaᵐʙ̥]     | 'foguera'            |                                                                              |
| Ngwe         | Dialecte lebang | [àʙɨ́ ́]      | [àʙɨ́ ́]       | 'cendre'             |                                                                              |
| Nias         | Nias            | simbi       | [siʙi]       | 'mandíbula inferior' |                                                                              |
| Pará Arára   | Pará Arára      | [ʙ̥uta]      | [ʙ̥uta]       | 'llençar'            | rar, sord                                                                    |
| Pirahã       | Pirahã          | kaoáíbogi   | [kàò̯áí̯ʙòˈɡì] | 'esperit del mal'    | Al·lòfon de /b/ abans de /o/                                                 |
| Pumi         | Pumi            | [pʙ̩˥]       | [pʙ̩˥]        | 'cavar'              | Sil·làbic; al·lòfon d'/ə/ després de /pʰ, p, b, tʰ, t, d/.                   |
| Sercquiais   | Sercquiais      | fritt       | [ʙ̥rɪt]       | 'collita'            |                                                                              |
| Titan        | Titan           | [ᵐʙutukei]  | [ᵐʙutukei]   | 'placa de fusta'     |                                                                              |
| Ubykh        | Ubykh           | [t͡ʙ̥aχəbza]  | [t͡ʙ̥aχəbza]   | 'Ubykh'              | Al·lòfon de /tʷ/. vegeu fonologia ubykh                                      |
| Unua         | Unua            | [ᵐʙue]      | [ᵐʙue]       | 'porc'               |                                                                              |
| Wari’        | Wari’           | [t͡ʙ̥ot͡ʙ̥oweʔ] | [t͡ʙ̥ot͡ʙ̥oweʔ]  | 'pollastre'          |                                                                              |
| Sangtam      | Sangtam         | [t ͡ʙʰʌ ̀]    | [t ͡ʙʰʌ ̀]     | 'placa'              | Fonèmic, coms /t ͡ʙ/, trobada a /t ͡ʙaŋ/ 'agulla'                              |